# 若い牡牛 (ポッテルの絵画)
『若い雄牛』 （わかいおうし、蘭: De jonge stier、英: The Young Bull ）、または『牡牛』（オランダ語: De stier、英: The Bull ）は、17世紀オランダ絵画黄金時代の画家パウルス・ポッテルがキャンバス上に油彩で制作した牡牛を描いた絵画である。作品は、オランダのデン・ハーグにあるマウリッツハイス美術館に所蔵されている。
ほぼ実物大の本作は、動物を英雄的に描いていることにより、絵画ジャンルのヒエラルキーに挑戦している、非常に記念碑的な動物画である。 絵画の大きなサイズは、数々の蠅を含め、きわめて詳細なリアリズムのためのスペースを生み出し、それは19世紀に称賛され、批判もされた。

## 詳細
絵画には署名があり、1647年の制作年も記されており、 作品が仕上げられた時、1625年11月生まれのポッテルはわずか22歳であったことを示している。 彼は1654年、30歳になる前に亡くなった。絵画は、18世紀と19世紀に非常に高く称賛された。1870年代に、フランスの画家であり批評家であったウジェーヌ・フロマンタンは、本作、レンブラントの『夜警』と『テュルプ博士の解剖学講義』がオランダの最も名高い絵画であると確信をもって主張した。
絵画は、最終的にポッテルによって画面が拡大された。画家は、元来、牡牛だけを含んでいた最初の構図の左右両側と上部にキャンバスの切れ端を付け足したのである。背景にある村は、デルフトとハーグの間にあるレイスウェイクである。 風景の中の動物の絵画はポッテルの専門分野であるが、本作は実物大の騎馬肖像を除けば画家の最大の作品である。彼の大部分の作品はずっと小型である。
牡牛は、オランダ人には富裕さの象徴であった。以前の美術においては顧みられなかったが、馬を別とすればオランダ黄金時代の絵画においては最もよく描かれた動物である。ちなみに、山羊は、イタリアを示唆するために用いられた。本作は、皇太子ウィリアム5世のギャラリーのコレクションにあったが、1795年、ナポレオンによりパリに運び去られ、後の条約により1815年に返還された。作品は、ルーヴル美術館に20年間、掛けられていた。 家畜の分析によれば、牡牛の様々な部分の解剖学的特徴は、 牡牛が非常に年代の違う6頭の素描を合成させたものであるらしいことを示唆している。
ヤン・アセリンの同様に実物大の『威嚇する白鳥』 (アムステルダム国立美術館、1650年) のように、牡牛もまたネーデルラント連邦共和国の象徴である。 1世紀後、ジョージ・スタッブスが競走馬を描いた絵画『ホイッスル・ジャケット』(ロンドン・ナショナル・ギャラリー) が登場するまで、同様に記念碑的な動物の肖像画は見いだされることはなかった。

## 追加文献
- Simon Schama. The Embarrassment of Riches: An Interpretation of Dutch Culture in the Golden Age (1987)